# Siedler Verlag
Der Siedler Verlag (vollständig Wolf Jobst Siedler Verlag) ist ein deutscher Buchverlag mit Sitz in München. Er wurde 1980 gegründet und gehört heute zur Penguin Random House Verlagsgruppe. Der Siedler-Verlag veröffentlicht heute vor allem Literatur der Zeitgeschichte und politische Werke.

## Geschichte

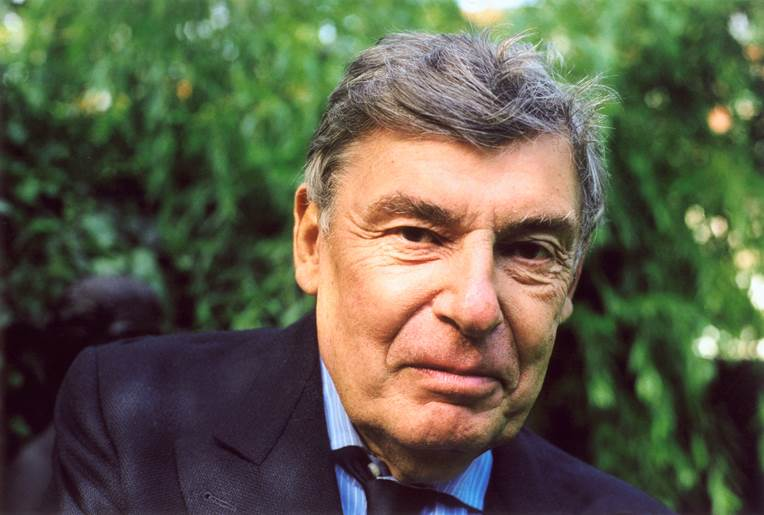
Wolf Jobst Siedler

1980 gründeten Jochen Severin und Wolf Jobst Siedler in Berlin den „Severin & Siedler Verlag“. Severin war Filmproduzent und Bauunternehmer, Siedler leitete zuvor den Propyläen Verlag. Neben Literatur der Zeitgeschichte und politischen Werken wurde der Verlag in den ersten Jahren mit geisteswissenschaftlichen Büchern bekannt. 1983 stieg Joachim Severin aus dem Unternehmen aus: Bertelsmann erwarb insgesamt 75 Prozent, Wolf Jobst Siedler blieb mit 25 Prozent beteiligt. Mitte der 1980er Jahre kooperierte der Siedler-Verlag mit dem Akademie Verlag, um gemeinsam ausgewählte Werke zu veröffentlichen. Nachdem der Siedler-Verlag in den 1990er Jahren Verluste von mehreren Millionen erzielt hatte, nahm die Verlagsgruppe Random House ab 1993 maßgeblich Einfluss auf die Geschäftsführung.
Mit Blick auf den 70. Geburtstag von Wolf Jobst Siedler regelte man seine Nachfolge: Der Verleger verkaufte seine restlichen Anteile in Höhe von 25 Prozent an Bertelsmann und blieb weiterhin beratend tätig. Zwischen Wolf Jobst Siedler und der neuen Geschäftsführung kam es vereinzelt zu Differenzen über die Ausrichtung des Verlags. 1998 schied Wolf Jobst Siedler endgültig aus dem Verlag aus. Grund dafür waren unter anderem gesundheitliche Probleme. Die Verlagsgruppe Random House übernahm den Berlin Verlag, dessen Gründer Arnulf Conradi man 1998 zum Nachfolger von Wolf Jobst Siedler bestimmte. Nachdem die Beteiligung am Berlin Verlag wieder verkauft worden war, zog der Siedler-Verlag 2003 vollständig von Berlin nach München. Dort wurden sämtliche Buchverlage von Bertelsmann gebündelt. Der Verlag blieb unter dem Dach der Verlagsgruppe weitgehend selbstständig, insbesondere in Bezug auf sein Programm.
Ab 2005 leitete Thomas Rathnow den Siedler Verlag. Seit 2020 ist Britta Egetemeier für Siedler verantwortlich.

## Programm
Anfang der 1980er Jahre wurde der Verlag mit der Reihe „Die Deutschen und ihre Nation“ bekannt. Die sechs Bände zur neueren Deutschen Geschichte waren kommerziell und wissenschaftlich erfolgreich. Das Werk wurde später mit „Deutsche Geschichte im Osten Europas“ und anderen Reihen ergänzt. In den ersten Jahren des Siedler-Verlags wurden insbesondere auch die Werke von George Gilder und Lew Kopelew positiv aufgenommen.
1983 veröffentlichte der Siedler Verlag eine Gesamtausgabe des Nachlasses von Konrad Adenauer. Ab 1987 erschienen diverse Bücher von Helmut Schmidt im Siedler-Verlag, davon wurde zum Beispiel „Außer Dienst“ zum Bestseller. Als eine wichtige Autorin des Verlags publizierte Marion Gräfin Dönhoff beispielsweise 1988 „Kindheit in Ostpreußen“. Peter Scholl-Latour schrieb mehrere Bücher für den Verlag, unter anderem wurde 1990 „Der Wahn vom himmlischen Frieden: Chinas langes Erwachen“ verlegt. In den 1990er Jahren war „Hitlers willige Vollstrecker“ von Daniel Jonah Goldhagen zwar ein erfolgreiches Sachbuch, aber auch inhaltlich umstritten. Hildegard Hamm-Brücher war eine weitere bekannte Autorin des Siedler-Verlags.
Zum internationalen Bestseller wurde die Biografie von Adolf Hitler und Josef Stalin von Alan Bullock, die Siedler 1991 herausbrachte. Sie ist heute ein Standardwerk über das Leben beider Diktatoren. Im Siedler Verlag erschienen bis heute die Erinnerungen und Memoiren diverser Personen der Zeitgeschichte, zum Beispiel von Politikern wie Helmut Schmidt, Franz Josef Strauß, Willy Brandt, Hans Dietrich Genscher und Bruno Kreisky. Außerdem erschien zum Beispiel Oliver Hilmes Biografie über Ludwig II. im Siedler-Verlag. In der jüngeren Vergangenheit wurden auch Werke der Bundespräsidenten Roman Herzog („Jahre der Politik“, 2007) und Joachim Gauck („Winter im Sommer, Frühling im Herbst“, 2009) verlegt. Zuletzt erreichte Siedler 2015 mit einer Hitler-Biografie von Peter Longerich größere Aufmerksamkeit. Jährlich erscheinen im Siedler-Verlag rund ein Dutzend Novitäten.